# Сото, Алексис
Алексис Сото (исп. Alexis Soto; 20 октября 1993, Авельянеда) — аргентинский футболист, левый защитник клуба «Дефенса и Хустисия».

## Биография
Начал выступать на взрослом уровне в 2011 году в составе клуба «Док Суд» из Авельянеды, выступавшего в третьем дивизионе (Примера С), за два сезона принял участие в 51 матче и забил один гол. Автором гола стал 23 марта 2014 года в матче против «Сентраль Кордовы» (5:1). В 2014 году перешёл в «Эстудиантес», но играл только за резервный состав.
С 2015 года выступает за «Банфилд», первоначально подписал годичный контракт, сумма трансфера составила 80 тыс. долларов и 80 % от последующей продажи. Большую часть своего первого сезона выступал за дубль. Дебютный матч в чемпионате Аргентины сыграл 8 ноября 2015 года против «Олимпо». В весеннем сезоне 2016 года стал основным игроком «Банфилда», приняв участие в 15 матчах из 16 сыгранных командой.